# Bombezin
Bombezin je peptid sa 14-aminokiselina, koji je originalno izolovan iz kože žabe. On ima dva poznata homologa kod sisara koji se nazivaju neuromedin B i peptid oslobađanja gastrina.
Bombezin stimuliše oslobađanje gastrina i G ćelija. On aktivira tri različita G protein spregnuta receptora, koji su poznati kao BBR1 2 & 3. On takođe aktivira te receptore u mozgu. Zajedno sa holecistokininom, on je drugi najveći izvor negativnog povratnog signala koji zaustavlja traženje hrane.
Bombezin je takođe marker tumora za rak malih ćelija pluća, gastričnog karcinoma, i neuroblastoma.